# Szólád
Szólád község Somogy vármegyében, a Siófoki járásban.

## Fekvése
Balatonszárszótól délre 4 kilométerre fekszik. Központján a 7-es főútból kiágazó, Balatonszárszó–Kötcse közötti 65 102-es út halad végig, Balatonőszöddel és az M7-es autópálya Balatonőszöd–Szólád csomópontjával a 6524-es út köti össze. Szőlőtermő területei a Balatonboglári borvidék részét képezik.

## Története
Szólád neve 1229-ben szerepelt először az oklevelekben, ekkor a székesfehérvári káptalan birtokai között sorolták fel. Nevét 1233-ban említették ismét az oklevelek, ekkor már lelkésze is volt. Később az 1332-1337. évi pápai tizedjegyzékben is előfordult.
1409-ben az elhalt Gordovai Fancs János itteni birtokait említették az oklevelek. Gordovai Fancs László fiai, János, Imre, Bertalan és László, 1424-ben osztoztak meg itteni birtokaikon. 1464-ben már Bocskai László utódainak itteni birtokaiként írták le, melyek Szent-Györgyi Vincze Tamásnál voltak zálogban. 1498-ban is még a Gordovai Fancs család volt itt birtokos. 1536-ban pedig a székesfehérvári őrkanonok, Fancsi János és Péter, valamint Pekry Lajos voltak a földesurai.
Az 1573–1583. évi török kincstári adólajstromokban 16 házzal vették fel. 1583-ban Zichy Rafael, 1626-ban Török János, az 1660. évi dézsmaváltságjegyzék szerint pedig Zankó Miklós birtokában volt. 1703 körül Zankó Miklós és Boldizsár birtoka volt. Tíz évvel később, 1715-ben 20 háztartást írtak benne össze. 1726-ban már a gróf Harrach és 1733-tól a Hunyady családé, az 1910-es években is Kéthelyi gróf Hunyady József volt a nagyobb birtokosa.
Két temploma közül a római katolikus 1775-ben, a református 1896-ban épült.
1842. május 9-én egy nagy tűzvészben a fél falu és a református templom is a lángok martaléka lett.
Határában, a Hadúti-dűlőn vezetett át a hagyomány szerint, a török hódoltság alatt a török hadiút Karádtól Kőröshegy, illetve Tihany felé.
A 20. század elejének adatai szerint a községhez tartozott Nezde-puszta, Nyesthegy-puszta, Szóládi-szőlőhegy, Vonyita-puszta is.

### Nezde
Nezde nevét már 1229-ben is említették egy oklevélben, ahol Nezda alakban fordult elő és a székesfehérvári káptalan birtokai között sorolták fel. 1429-ben Telekivel határos helységként szerepelt. 1461-ben a Marczaliak a Berzenczei Lorántfiaknak kötötték le. 1464-ben Szolát sorsában osztozott.
Az 1536. évi adólajstrom Szárszó mellett sorolta fel. 1703 körül pedig Zankó Miklós és Boldizsár birtokában volt. 1726-ban a gróf Harrach, majd a gróf Hunyadyak birtokába került.

## Közélete

### Polgármesterei
- 1990–1994: Nagy Dániel László (független)[4]
- 1994–1998: Vörös Gyula (független)[5]
- 1998–2002: Vörös Gyula (független)[6]
- 2002–2006: Vörös Gyula (független)[7]
- 2006–2010: Vörös Gyula (független)[8]
- 2010–2014: Rózsás Elemér (független)[9]
- 2014–2019: Rózsás Elemér (független)[10]
- 2019–2024: Rózsás Elemér (független)[11]
- 2024–2024: Rózsás Elemér (független)[12]
- 2024–202X: Békei Tamás (független)[1]

A településen 2024. szeptember 29-én időközi polgármester-választást kellett tartani, mert a 2024. június 9-i, rendes önkormányzati választáson megválasztott (egyébként is hivatalban lévő) polgármester, Rózsás Elemér, akinek új mandátuma október 1-jétől lett volna érvényes, még a nyáron (július 12-én, július 14-i hatállyal) lemondott posztjáról. Az ekkor megválasztott Békei Tamás azonban még az év vége előtt lemondott posztjáról, ami miatt 2025. február 23-án újabb időközi polgármester-választást kell tartani a településen.

## Népesség
A település népességének változása:
| Lakosok száma | 501  | 508  | 485  | 511  | 541  | 526  | 524  |
|               | 2013 | 2014 | 2015 | 2021 | 2022 | 2023 | 2024 |

A 2011-es népszámlálás során a lakosok 92%-a magyarnak, 1,2% németnek, 0,2% cigánynak mondta magát (7,2% nem nyilatkozott; a kettős identitások miatt a végösszeg nagyobb lehet 100%-nál). A vallási megoszlás a következő volt: római katolikus 47,6%, református 30,3%, evangélikus 3,3%, felekezeten kívüli 4,5% (13,9% nem nyilatkozott).
2022-ben a lakosság 90,8%-a vallotta magát magyarnak, 2% németnek, 2% cigánynak, 0,2% románnak, 2,6% egyéb, nem hazai nemzetiségűnek (8,9% nem nyilatkozott; a kettős identitások miatt a végösszeg nagyobb lehet 100%-nál). Vallásuk szerint 27,4% volt római katolikus, 27,4% református, 2,8% evangélikus, 0,7% görög katolikus, 0,6% egyéb keresztény, 0,2% egyéb katolikus, 7,6% felekezeten kívüli (33,3% nem válaszolt).

## Nevezetességei
- Európa-díjas löszpincesor. A magas, helyenként akár 6-8 méteres löszfalba vájt pincéket még a 20. század elején vagy annál is korábban alakították ki. A pincéket eleinte csak rejtekhelynek építették, a bornak csak egy részét tárolták itt, amit a fináncok elől el akartak titkolni. Bent télen-nyáron egyaránt kb. 15 fokos hőmérséklet uralkodik, ami ideális a bor és a termények tárolására. A pincék közül jóval több, mint százat ma is használnak. A pincesor felújítására milliókat költött az önkormányzat, és 1999-ben megkapták érte az Európa-díjat és az értékmegőrzésért a Henry Ford-díjat is. A pincesor több rendezvénynek is otthont ad, köztük az augusztusi bográcsos főzőversenynek, de tartották itt már a megyei borfesztivált is, és a Különleges Asztali Örömök Somogyban nevű egész éves rendezvénysorozat egyik része is itt talált magának helyet.[forrás?]
- Szóládon rendezik meg 2016 óta minden évben, nyaranként az Ízek Versek Madárfütty összművészeti fesztivált.[16]

## Képek

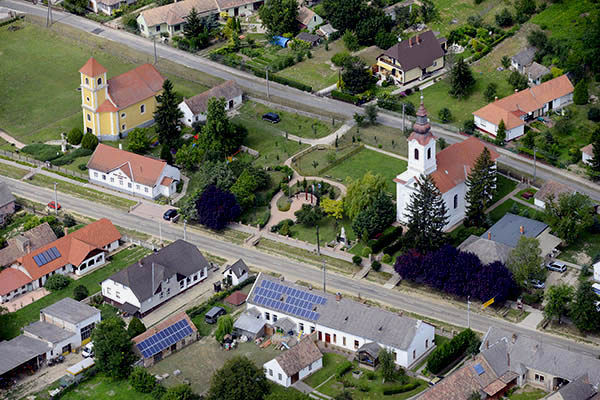
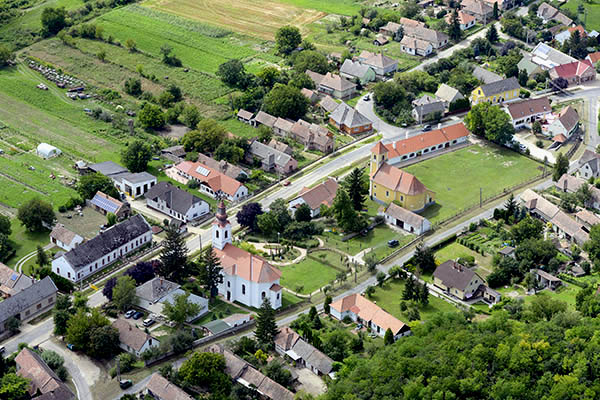
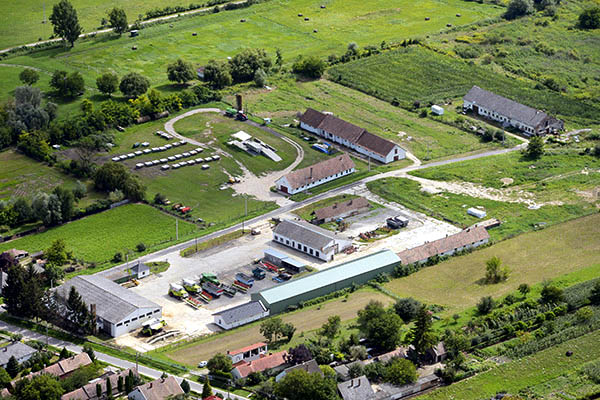
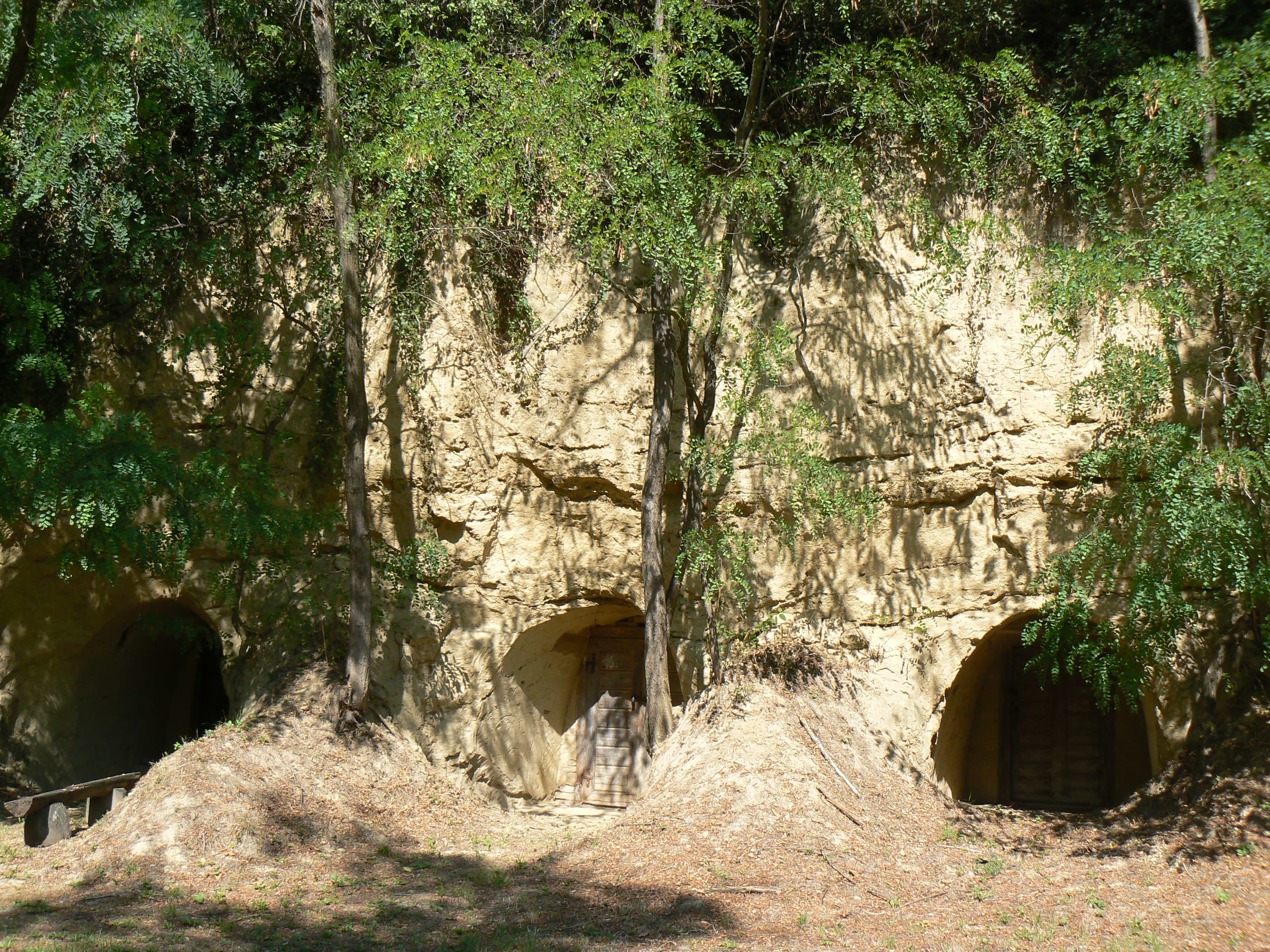
A szóládi löszpincesor részlete